# Élections législatives néo-zélandaises de 1905
Les élections législatives néo-zélandaises de 1905 ont lieu les 6 (maori) et 20 décembre (général) 1905 pour élire 80 députés de la Chambre des représentants.